# Grīva

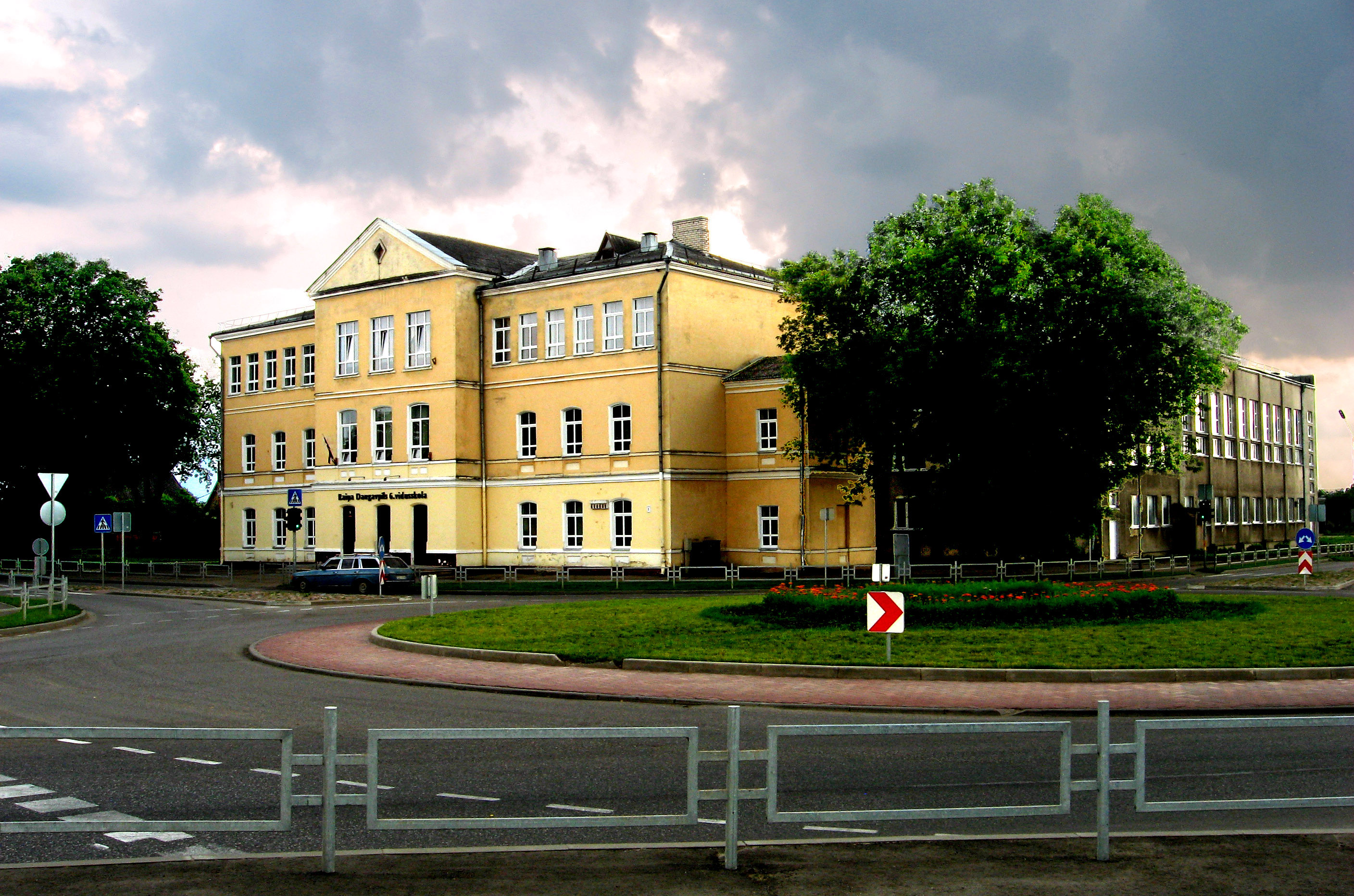
Szkoła średnia nr 6 im. Rainisa w Dyneburgu

Grīva (Grzywa) – dzielnica Dyneburga położona po lewej stronie Dźwiny, do 1956 roku odrębne miasto. 

## Historia

Dawny herb miasta

Historia ośrodka sięga 1810, gdy na terenie dawnego osiedla Jeruzalem rozpoczęto budowę twierdzy dyneburskiej. Żydowska dzielnica została wtedy przeniesiona półtora kilometra dalej w górę Dźwiny, na lewy brzeg rzeki Laucesa, gdzie dotychczas znajdowała się tzw. Grzywska karczma. Stąd też wzięła się nowa nazwa miasteczka – grīva oznacza w języku łotewskim ujście rzeki. Z kolei na prawnym brzegu Laucesy rozwinęło się miasteczko Semgallen – wkrótce połączyło się ono z Grzywą, która przybrała nazwę Griwa-Semgallen.
W 1831 dokonano formalnej integracji Dyneburga z Grīvą, jednak na skutek skarg mieszkańców, którzy nie akceptowali rygorów życia w mieście-twierdzy w 1849 doszło do ponownego rozdzielenia ośrodków. Odtąd Grīva była miasteczkiem w powiecie Iłukszta guberni kurlandzkiej. 
W 1897 Grīva liczyła ponad 8 tys. mieszkańców. Na znaczny wzrost ich liczby miał wpływ szybki rozwój sąsiedniego Dyneburga. W 1912 zamieszkana już przez 12 tys. osób Grīva otrzymała prawa miejskie. W latach 1875–1879 w lokalnej szkole niemieckiej nauczał Rainis.
Po I wojnie światowej nieoficjalne pretensje do miasta oraz sąsiednich 6 parafii zgłaszała Polska. Stan ten trwał do roku 1929, kiedy oba kraje uzgodniły ostatecznie kształt wspólnej granicy; przebiegała ona ok. 17 km na południe od Grzywy. 
W czasie rządów łotewskich 1920–1940 miasto wchodziło w skład powiatu Iłukszta – otrzymało własny herb. W 1935 wybudowano połączenie mostowe między Dyneburgiem a Grīvą, tzw. Most Jedności, symbolizujący unię Łatgalii z Kurlandią. Przed wojną była najmniej łotewskim z łotewskich miast – jedynie 22% ludności określało się jako Łotysze, większość mieszkańców mówiła po rosyjsku i wyznawała prawosławie. 
W czasie II wojny światowej na terenie dzielnicy mieściło się getto żydowskie. 
Po włączeniu w skład ZSRR Grīva awansowała do roli centrum rejonu, po czym w 1956 stała się formalnie częścią Dyneburga.